# حركة النضال العربي اللبناني
حركة النضال العربي اللبناني هو حزب سياسي في لبنان. فيصل داود، عضو سابق في البرلمان، هو الأمين العام الحالي للحزب. يدعم الحزب الحكومة السورية.